# Santuario delle Ancelle del Sacro Cuore

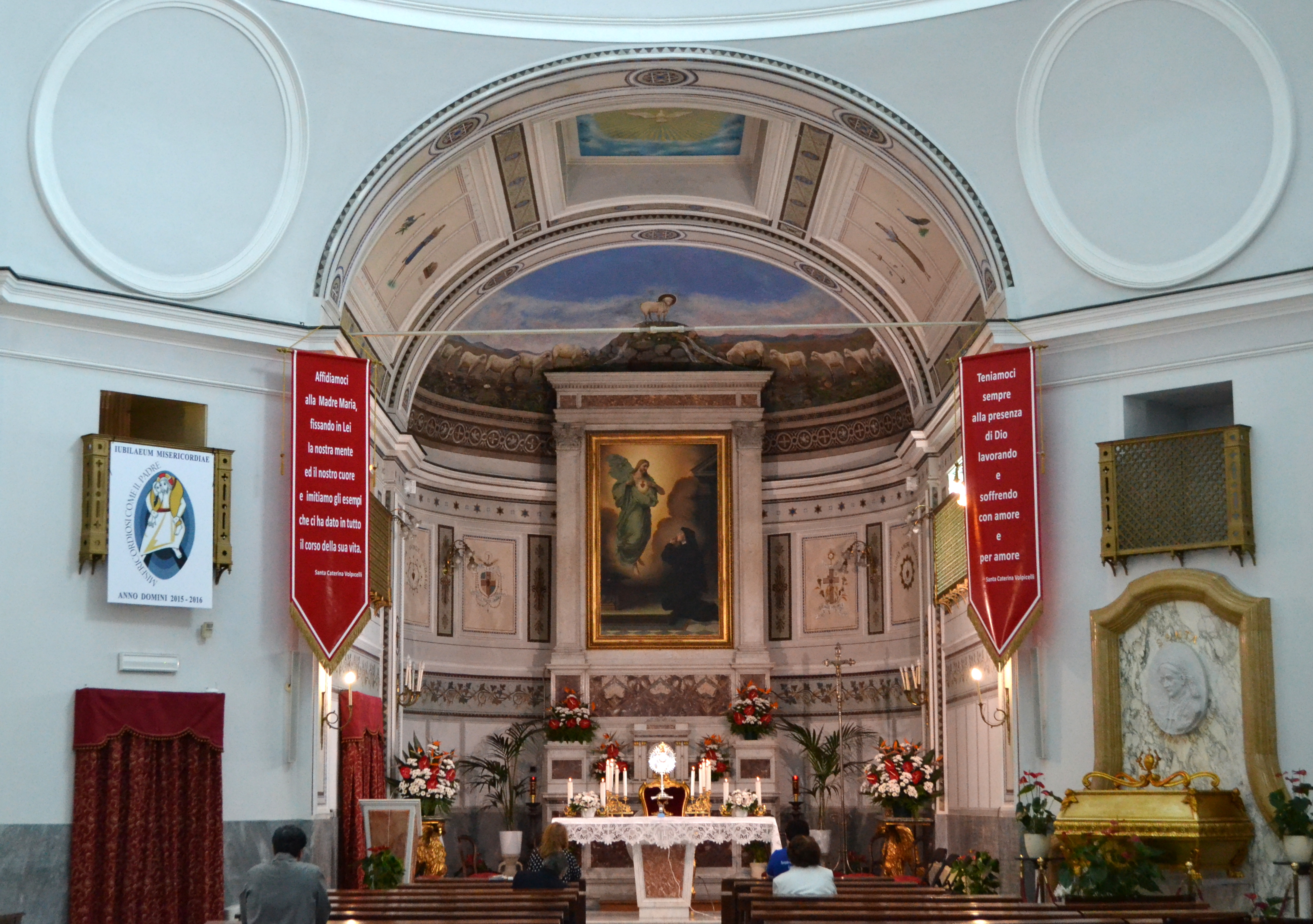
L'interno. A destra in basso alla foto si può notare la vecchia urna dov'era custodito il corpo della santa

Il santuario delle Ancelle del Sacro Cuore è un edificio di culto sito a Napoli; si erge in largo Caterina Volpicelli.
Nel 1867, a Napoli, fu fondato l'istituto delle Ancelle del Sacro Cuore di Gesù; venne istituito come Pia associazione. All'origine, le attività svolte dalle prime ancelle, erano volte a sostegno delle chiese povere o degli ammalati. Oggi, la struttura, ospita donne che seguono l'esempio di Maria di Nazaret; senza abiti religiosi, si dedicano alle attività che rispondono alle esigenze del tempo. Quest'ordine è presente anche in Brasile e a Panama.
Il tempio è uno dei più visitati della città; fu eretto nel 1884. Da quanto pervenuto, presso l'altare maggiore, sono da ammirare le due sculture di Nostra Signora del Sacro Cuore e San Giuseppe, oltre al dipinto che raffigura un'apparizione a Santa Margherita Maria Alacoque. 
Presso la cappella di destra, sulla laterale, è custodito il corpo della Volpicelli: per anni custodito in una scultura bronzea, in seguito alla beatificazione nel 2001 le spoglie vennero spostate in un'urna lignea color oro con alla sommità il simbolo del Sacro Cuore. Nel 2019, in occasione del 10º anniversario della canonizzazione, il corpo è stato rinchiuso in una bara di legno e vetri di cristallo, coperto dagli abiti della santa e con le mani e il volto ricoperti da cera.
La chiesa, inoltre, presenta interessanti decorazioni pittoriche presso la zona absidale; queste richiamano la dedicazione al Sacro Cuore del Santuario, che infatti è divenuto meta di pellegrinaggi.